# Pseudostenophylax angustifalcatus
Pseudostenophylax angustifalcatus är en nattsländeart som beskrevs av Schmid 1991. Pseudostenophylax angustifalcatus ingår i släktet Pseudostenophylax och familjen husmasknattsländor. Inga underarter finns listade i Catalogue of Life.